# Cantón de Najac
El cantón de Najac era una división administrativa francesa, que estaba situada en el departamento de Aveyron y la región de Mediodía-Pirineos.

## Composición
El cantón estaba formado por siete comunas:
- Bor-et-Bar
- La Fouillade
- Lunac
- Monteils
- Najac
- Saint-André-de-Najac
- Sanvensa

## Supresión del cantón de Najac
En aplicación del Decreto nº 2014-205 de 21 de febrero de 2014, el cantón de Najac fue suprimido el 22 de marzo de 2015 y sus 7 comunas pasaron a formar parte del nuevo cantón de Aveyron y Tarn.